# 2022 في فلسطين
فيما يلي أبرز قوائم الأحداث التي وقعت في دولة فلسطين خلال عام 2022:

## السياسة
الرئيس: محمود عباس.
رئيس مجلس الوزراء: محمد اشتية.

### تعيينات
- 1 يناير: أدى كل من اللواء زياد هب الريح، والشيخ حاتم البكري، اليمين القانونية أمام الرئيس الفلسطيني محمود عباس، كوزيرين للداخلية والأوقاف، بموجب تعديل وزاري محدود على حكومة محمد اشتية.[1]
- 15 يناير:
  - عُين اللواء العبد إبراهيم عبد السلام خليل مديرًا عامًا لجهاز الدفاع المدني الفلسطيني.[2]
  - عُينت نسرين تيسير حسن التميمي رئيسًا لسُلطة جودة البيئة.[3]
- 26 يناير: عُين سمير داود موسى النجدي رئيسًا لجامعة القدس المفتوحة.[4]
- 23 فبراير: عُين مؤيد شعبان رئيسًا لهيئة مقاومة الجدار والاستيطان.[5]
- 15 مارس:
  - أدى جواد محمد قطيش عواد اليمين القانونية أمام الرئيس الفلسطيني محمود عباس سفيرًا لدولة فلسطين لدى أوزباكستان.[6]
  - أدت رولا جمال أحمد المحيسن اليمين القانونية أمام الرئيس الفلسطيني محمود عباس سفيرةً لدولة فلسطين لدى السويد.[7]
- 26 مايو: حسين الشيخ: أمينًا لسر اللجنة التنفيذية لمنظمة التحرير الفلسطينية.[8]
- 22 أغسطس: عُينت ريم ماجد فايز أبو الرب رئيسًا لديوان الجريدة الرسمية.[9]
- 8 ديسمبر: أدت فيرا جورج موسى بابون اليمين القانونية أمام الرئيس الفلسطيني محمود عباس سفيرةً لدولة فلسطين لدى تشيلي.[10]

### اعتمادات دبلوماسية

#### سفراء فلسطين
- 6 يناير: سّلم فارس القب أوراق اعتماده سفيرًا لدولة فلسطين لدى إثيوبيا إلى الرئيسة الإثيوبية سهلورق زودي.[11]
- 10 مارس: سلّمت حنان نعيم أمين جرار أوراق اعتمادها إلى رئيس جمهورية مالاوي سفيرةً غير مقيمة لدولة فلسطين.[12]
- 6 أبريل: سلّمت رولا جمال أحمد المحيسن أوراق اعتمادها إلى الملك السويدي كارل السادس عشر غوستاف سفيرةً لدولة فلسطين.[7]
- 28 أبريل: سّلم جواد محمد قطيش عواد أوراق اعتماده إلى القائم بأعمال وزير الخارجية الأوزباكستاني نوروف فلاديمير ايماموقيتش سفيرًا لدولة فلسطين.[13]

- 19 مايو:
  - سّلم حسني محمد أحمد عبد الواحد أوراق اعتماده سفيرًا لدولة فلسطين لدى إسبانيا إلى الملك الإسباني فيليب السادس.[14]
  - سّلم رويد أبو عمشة أوراق اعتماده سفيرًا لدولة فلسطين لدى جيبوتي إلى الرئيس الجيبوتي إسماعيل عمر جيله.[15]
- 2 سبتمبر: سّلم أحمد المذبوح أوراق اعتماده سفيرًا لدولة فلسطين لدى بيلاروس إلى وزير الخارجية البيلاروسي فلاديمير ماكي.
- 11 نوفمبر: سلّمت ليندا صبح علي أوراق اعتمادها سفيرةً غير مقيمة لدولة فلسطين لدى غرينادا إلى الحاكم العام لغرينادا سيسيل لا غريناد.[16]

#### سفراء لدى فلسطين
- 23 فبراير: سلّم بايرون فينيسيو سوكيلاندا فالديفيسو أوراق اعتماده سفيرًا لجمهورية الإكوادور لدى دولة فلسطين إلى وزير الخارجية والمغتربين رياض المالكي.[17]

- 11 أغسطس: سلمت آن- ليز كاتان هينين أوراق اعتمادها إلى وزير الخارجية رياض المالكي رئيسةً لمكتب تمثيل سويسرا في رام الله.[18]
- 22 أغسطس:
  - سلّم عصام أحمد البدور أوراق اعتماده إلى وزير الخارجية رياض المالكي رئيسًا لمكتب تمثيل المملكة الأردنية الهاشمية لدى دولة فلسطين.[19]
  - سّلم يوريس بورجيناباكس أوراق اعتماده إلى وزير الخارجية رياض المالكي سفيرًا غير مقيم لدولة لاتفيا لدى فلسطين.[20]
- 1 سبتمبر:
  - تقبل الرئيس محمود عباس أوراق اعتماد آن- ليز كاتان هينين ممثلة سويسرا لدى فلسطين والتي كانت قد سلّمتها في 11 أغسطس 2022 إلى وزير الخارجية.[18] كما تقبل أوراق اعتماد ممثل المملكة الأردنية لدى دولة فلسطين عصام أحمد البدور والذي سلّمها في 22 أغسطس 2022 إلى وزير الخارجية،[19] وأوراق اعتماد بايرون فينيسيو سوكيلاندا فالديفيسو سفيرًا فوق العادة مفوضًا للإكوادور لدى دولة فلسطين والذي كان قد سلّمها في 23 فبراير 2022 إلى وزير الخارجية.[17]
- 2 أكتوبر: سلّم ميشيل رينتينار أوراق اعتماده رئيسًا لمكتب تمثيل لهولندا في رام الله إلى وزير الخارجية والمغتربين رياض المالكي.[21]
- 11 أكتوبر: سلّم إيهاب سليمان أوراق اعتماده رئيسًا لمكتب تمثيل مصر لدى دولة فلسطين إلى وزير الخارجية والمغتربين رياض المالكي.[22]
- 20 أكتوبر: سلّم يوئيتشي ناكاشيما (Q131195345) أوراق اعتماده رئيسًا لمكتب تمثيل اليابان لدى فلسطين إلى وزير الخارجية والمغتربين رياض المالكي.[23]
- 22 أكتوبر: تقبل الرئيس محمود عباس أوراق اعتماد إيهاب سليمان رئيسًا لمكتب تمثيل مصر لدى دولة فلسطين.[24]
- 7 نوفمبر: سلّم ديفيد دا سيلفا أوراق اعتماده رئيسًا للممثلية الكندية لدى السلطة الفلسطينية إلى وزير الخارجية والمغتربين رياض المالكي.[25]

## الأحداث

### يناير
- 1 يناير: سقوط صاروخين قبالة سواحل تل أبيب كان قد جرى إطلاقهما من قطاع غزة.[26]
- 26 يناير: تسلمت وزارة الصحة الفلسطينية في قطاع غزة نحو مليون جرعة من لقاح سبوتنيك في مُقدمة من الإمارات.[27]

### فبراير
- 4 فبراير: أعلنت وزارة الخارجية والمغتربين الفلسطينية أنها استكملت الإجراءات كافة لوصول الدفعة الأولى من اللقاحات التي قدمتها بولندا لدولة فلسطين والبالغ عددها نحو 300 ألف جرعة من لقاح موديرنا. أعلن سفير دولة فلسطين لدى بولندا محمود خليفة عن دفعة ثانية لاحقًا تضم نحو 500 ألف جرعة من لقاح فايزر-بيونتك.[28]
- 8 فبراير: قوات خاصة من الجيش الإسرائيلي تغتال ثلاثة شبان في مدينة نابلس.
- 15 فبراير: استدعت وزارة الخارجية والمغتربين الفلسطينية السفير المجري لديها تشابا رادا احتجاجًا على إنشاء توأمة بين مدينة مجرية ومجلس المستوطنات الإسرائيلية في شمال الضفة الغربية (مجلس شمرون الإقليمي).[29]
- 20 فبراير: قدمت مصر حوالي 500 ألف جرعة من لقاح فاكسيرا- سينوفاك إلى وزارة الصحة الفلسطينية في قطاع غزة.[30]
- 28 فبراير، استدعت وزارة الخارجية والمغتربين الفلسطينية القنصل الفرنسي العام لديها احتجاجًا على تصريحات رئيس وزراء فرنسا جان كاستيكس بأن:«القدس عاصمة أبدية للشعب اليهودي».[31][32]

### مارس
- 6 مارس: تُوفي سفير الهند لدى دولة فلسطين موكل آرايا في مقر الممثلية الهندية بمدينة بيتونيا غرب رام الله.[33]
- 20 مارس: زار وزير الخارجية السنغافوري فيفيان بالاكريشنان الأراضي الفلسطينية والتقى برئيس الوزراء محمد اشتية ووجه دعوة لها لزيارة بلاده.[34]
- 21 مارس: أعلن وزير الخارجية السنغافوري فيفيان بالاكريشنان عن نية بلاده افتتاح مكتب تمثيلي لها لدى فلسطين.[35]

### مايو
- 10 مايو، زار ياسر عباس مملكة البحرين ممثلًا شخصيًا عن الرئيس الفلسطيني محمود عباس بهدف جملة من التفاهمات الاقتصادية بين البلدين.[36]
- 11 مايو: جيش الاحتلال الإسرائيلي يُقتل مراسلة الجزيرة شيرين أبو عاقلة ويُصيب الصحافي علي سمودي خلال اقتحامه مخيم جنين صباحًا، ومُحاصرته أحد المنازل في حي الجابريات. كانت أبو عاقلة وسمودي يُغطيان الاقتحام الإسرائيلي إعلاميًا ويلبسان ملابس الصحافة.[37]
- 15 مايو: زار الرئيس الفلسطيني محمود عباس دولة الإمارات العربية المتحدة لتقديم التعازي بوفاة الرئيس الإماراتي خليفة بن زايد وتقديم التهنئة للرئيس الجديد محمد بن زايد. تُعد هذه الزيارة التي استمرت ليوم الأولى منذ عام 2011.[38][39]

### يونيو
- 7 يونيو، منح الرئيس الإيطالي سيرجيو ماتاريلا وسام نجمة إيطاليا الكبرى إلى مي الكيلة وزيرة الصحة تقديرًا لجهودها الكبيرة في تعزيز العلاقات الإيطالية الفلسطينية خلال عملها سفيرةً لدى إيطاليا، وذلك خلال احتفال اليوم الوطني الإيطالي في مدينة رام الله والذي نظمته القنصلية الإيطالية العامة.[40]
- 9 يونيو، استقبل رئيس الوزراء الفلسطيني محمد اشتية سفير سنغافورة غير المقيم لدى فلسطين هوازي ديبي في رام الله.[41]

### أغسطس
- 8 أغسطس:
  - التقى وزير الخارجية والمغتربين رياض المالكي مع وزير خارجية جمهورية هندوراس إدواردو انريكي بيرينا خلال مشاركته في حفل تنصيب الرئيس الكولومبي الجديد غوستافو بيترو. حيث ناقشا العلاقات الثنائية بين البلدين، وطالبه المالكي بإعادة نقل سفارتهم لدى إسرائيل من القدس إلى تل أبيب، الذي وعده بدراسة جادة للموضوع احترامًا للقانون الدولي وقرارات الأمم المتحدة، كما أن هنالك نية لدى هندوراس بافتتاح ممثلية لها لدى فلسطين لكثرة حاملي الجنسية الهندوراسية من الفلسطينيين.[42]
  - بحث رياض المالكي وزير الخارجية الفلسطيني في العاصمة الكولومبية بوغوتا مع نائب رئيس جمهورية السلفادور فيليكس اوجوا سبل تطوير العلاقة بين البلدين، كما طلب منه عقد مشاورات سياسية بين البلدين وأن تبادر السلفادور بفتح ممثلية دبلوماسية لها لدى دولة فلسطين لرعاية شؤون الجالية.[43]
  - أعاد الرئيس الفلسطيني تشكيل مجلس أمناء جامعة الاستقلال، وكلّف زياد أبو عمرو بدعوة المجلس للانعقاد خلال يومين لاختيار رئيس للمجلس ونائب له وأمينًا للسر.[44]
- 9 أغسطس، قلد الرئيس الفلسطيني محمود عباس نجمة القدس من وسام القدس إلى محمد أبو وندي لانتهاء مهامه لدى دولة فلسطين ممثلًا عن المملكة الأردنية الهاشمية.[45]
- 10 أغسطس:
  - التقى رئيس وزراء دولة فلسطين محمد اشتية رئيس جمهورية أذربيجان إلهام علييف في مدينة قونيا التي تستضيف الدورة الخامسة لألعاب التضامن الإسلامي، حيث ناقشا تعزيز الدعم والتعاون للشعب الفلسطيني، ودعاه لافتتاح سفارة لدى فلسطين.[46]
  - عقد مجلس أمناء جامعة الاستقلال اجتماعه الأول وانتخب إسماعيل جبر مساعد القائد الأعلى لقوى الأمن الفلسطيني رئيسًا له، وأحمد مجدلاني وزير التنمية الاجتماعية نائبًا له، وزكريا مصلح رئيس جهاز الاستخبارات العسكرية أمينًا للسر، وعضوية كل من: زياد أبو عمرو نائب رئيس الوزراء، وعزام الأحمد عضو اللجنة التنفيذية لمنظمة التحرير، وروحي فتوح رئيس المجلس الوطني، وصبري صيدم عضو اللجنة المركزية لحركة فتح، وماجد فرج رئيس جهاز المخابرات، ويوسف الحلو مدير عام الشرطة، ونضال أبو دخان قائد الأمن الوطني، ويوسف دخل الله رئيس هيئة التنظيم والإدارة، وزياد هب الريح وزير الداخلية، وعبد القادر التعمري رئيس جهاز الأمن الوقائي، وليلى غنام محافظ محافظة رام الله والبيرة وعلي مهنا مستشار الرئيس للشؤون القانونية.[47][48]
- 22 أغسطس: قررت وزارة التعليم العالي والبحث العلمي في حكومة الوحدة الوطنية الليبية معاملة الطالب الفلسطيني أسوةً بالطالب الليبي في الجامعات الليبية.[49][50]

### سبتمبر
- 2 سبتمبر: أعلنت وزارة الصحة الفلسطينية تعرض بعض من أنظمتها الإلكترونية لهجوم نفذته جهة مجهولة، كما ذكرت أن بيانات المرضى آمنة ولم تتأثر.[51]
- 9 سبتمبر: أعلنت الفرق الفنية التي انبثقت عن لجنة التحقيق المكلفة بكشف ملابسات الهجوم المجهول التي تعرضت له خوادم وزارة الصحة تمكنها من استرجاع الملفات المستهدفة كافة وذكرت أنه خارجي.[52]
- 15 سبتمبر، عُقدت الجولة الثانية من المشاورات السياسية السنغافورية الفلسطينية في رام الله بين وكيل وزارة الخارجية والمغتربين الفلسطينية أمل جادو ونائب وكيل وزارة الخارجية السنغافورية للشؤون الآسيوية والباسيفيك وجنوب شرق آسيا نغ تك هيان.[53]

### أكتوبر
ظهرت مجموعات عسكرية فلسطينية مسلحة تُعرف باسم «عرين الأسود» في نابلس، و«كتيبة طولكرم» في طولكرم.
- 5 أكتوبر: تسلمت وزارة الصحة الفلسطينية 50 ألف جرعة من لقاح سينوفارم قدمتها تونس.[54]

- 18 أكتوبر:
  - افتتحت جمهورية سنغافورة مكتب تمثيلي دبلوماسي لها لدى دولة فلسطين.[55]
  - قررت أستراليا سحب اعترافها بالقدس عاصمةً لدولة إسرائيل.[56]
- 23 أكتوبر: أعلنت وزارة الحكم المحلي الفلسطينية اكتمال انتقالها إلى مبناها الجديد في حي عين مصباح بمدينة رام الله.
- 25 أكتوبر،: اعتدى مستوطنون إسرائيليون بحماية الجيش الإسرائيلي على مواطنين في قرية ترمسعيا شمال محافظة رام الله والبيرة وموظفي هيئة مقاومة الجدار والاستيطان خلال نشاط لقطف ثمار الزيتون في القرية. أُحرقت مركبة حكومية فلسطينية تتبع الهيئة ومركبة أخرى لأحد المواطنين الفلسطينيين.[57]
- 26 أكتوبر: أعلنت جمهورية تشيلي عزمها افتتاح قنصلية فخرية لها في بيت لحم.[58]
- 27 أكتوبر: أصدر الرئيس الفلسطيني مرسومًا رئاسيًا بإنشاء المجلس الأعلى للهيئات والجهات القضائية ويكون برئاسته، وعضوية كل من: رئيس المحكمة الدستورية العليا، ورئيس مجلس القضاء الأعلى، ورئيس المحكمة العليا - محكمة النقض، ورئيس المحكمة الإدارية العليا، ورئيس هيئة قضاء قوى الأمن، ورئيس مجلس القضاء الشرعي، ووزير العدل، والنائب العام لدولة فلسطين.[59]

### نوفمبر
- 21 نوفمبر: أعلنت الشرطة الفلسطينية مشاركة ضباط من شرطتها الخاصة لأول مرة منذ تأسيسها في تأمين كأس العالم 2022 في قطر.[60][61]
- 30 نوفمبر: افتتح وزير الداخلية الفلسطيني زياد هب الريح 3 مراكزٍ للدفاع المدني الفلسطيني في بلدة عتيل بمحافظة طولكرم، وقرية الجفتلك بمحافظة أريحا وقرية بردلة بمحافظة طوباس.[62]

### ديسمبر
- 8 ديسمبر:
  - استبدل جنود الاحتلال الإسرائيلي العلم الفلسطيني بالإسرائيلي على مبنى مدرسة بنات اللبن الشرقية الثانوية جنوب محافظة نابلس.[63]
  - استنكرت وزارة الثقافة الفلسطينية اقتحام جيش الاحتلال الإسرائيلي مكتب مديرية وزارة الثقافة في محافظة جنين.[64]

## وفيات
- 7 يناير: جميل الطريفي، 74، سياسي ووزير فلسطيني.[65]
- 13 يناير: وجيه قاسم، 83، سياسي ودبلوماسي فلسطيني.
- 7 فبراير:
  - جمال المحيسن، 72، سياسي فلسطيني.
  - سامي العطاري، 80، سياسي فلسطيني
- 10 فبراير: إبراهيم الدغمة، 90، قانوني فلسطيني.
- 10 أبريل: عبد العزيز محمد عبد العزيز الأسطل، 82، السفير الأسبق لفلسطين لدى بلجيكا.
- 10 أبريل: حازم نسيبة، 99، دبلوماسي أردني من أصل فلسطيني.
- 23 أبريل: صلاح التعمري، 79، سياسي وعسكري فلسطيني سابق، كان وزيرًا للشباب والرياضة ومحافظًا لبيت لحم.
- 11 مايو: شيرين أبو عاقلة، 51، صحافية فلسطينية قتلها رصاص الجيش الإسرائيلي في جنين.[37]
- 12 مايو: فيصل "محمد رشاد" سلمان حوراني، 83، كاتب وصحافي فلسطيني.
- 1 يونيو: تيسير نايفة، 70، عالم فلسطيني.
- 1 يونيو: غفران وراسنة، صحفية فلسطينية.
- 9 يونيو: محمد عبد العزيز عرار، دبلوماسي فلسطيني، شغل منصب مدير مكتب ممثلية منظمة التحرير الفلسطينية لدى الصومال.
- 18 يونيو: حنا يوسف إميل صافية، أكاديمي وعضو المجلس المركزي لمنظمة التحرير الفلسطينية.
- 21 يونيو: غريب عسقلاني، واسمه الحقيقي إبراهيم عبد الجبار الزنط كاتب وروائي فلسطيني.
- 23 يونيو: عبد الرحيم أبو حسين، مؤرخٌ وباحثٌ فلسطيني لبناني.[66]
- 27 يونيو: فيصل محمد حمد أبو شرخ، 74، عسكري وسياسي فلسطيني، كان رئيسًا لجهاز أمن الرئاسة (القوة 17) حتى عام 2002، وعضوًا في المجلس الاستشاري والثوري لحركة فتح.[67]
- 20 يوليو: محمد إسماعيل إبراهيم أبو غالي، 64، طبيب فلسطيني كان مديرًا لمستشفى جنين الحكومي، ولاحقًا رئيسًا لبلدية جنين 2017-2019.[68]
- 2 أغسطس: زكريا عبد الرحيم، عضو المجلس الوطني الفلسطيني والثوري لحركة فتح، وسفير سابق لدولة فلسطين لدى الصين.[69]
- 5 أغسطس: تيسير الجعبري، قائد المنطقة الشمالية بقطاع غزة في سرايا القدس.
- 6 أغسطس: خالد منصور، قائد المنطقة الجنوبية بقطاع غزة في سرايا القدس.
- 8 أغسطس: إبراهيم النابلسي، قيادي عسكري في كتائب شهداء الأقصى.
- 19 أغسطس: بسام لطفي، 82، ممثل درامي من مواليد مدينة طولكرم، يُعرف بِـ «عميد الدراما السورية».[70]
- 1 سبتمبر: محمود إبراهيم محمود مصلح، عضو المجلس التشريعي الثاني عن محافظة رام الله والبيرة.
- 19 سبتمبر: فاروق وادي، 73، كاتب وروائي وناقد فلسطيني.[71]
- 3 نوفمبر: فاطمة برناوي، 83، مقاتلة وأول أسيرة فلسطينية ومؤسسة الشرطة النسائية الفلسطينية.
- 3 ديسمبر: أحمد سلهوب، 64، رئيس بلدية مدينة دورا.[72]
- 6 ديسمبر: فواز ياسين الحاج حسين، 85، كان أحد أعضاء حركة فتح، وأحد أعضاء المجلس المركزي الفلسطيني ممثلًا عن اتحاد الفلاحين. عمل ممثلًا لفتح لدى السودان، ومديرًا لمركز الدراسات التابع لمنظمة التحرير في سوريا، ومسؤولًا في التعبئة والتنظيم ووكيلًا لوزارة العمل الفلسطينية.[73][74]
- 14 ديسمبر: سليم الزعنون، 88، رئيس المجلس الوطني الفلسطيني الأسبق.
- 21 ديسمبر: عبد الله الدنان، 91، كاتب وسياسي فلسطيني.